# Atrichopogon annulifemoratus
Atrichopogon annulifemoratus är en tvåvingeart som beskrevs av Tokunaga 1959. Atrichopogon annulifemoratus ingår i släktet Atrichopogon och familjen svidknott. Inga underarter finns listade i Catalogue of Life.